# گاز سی‌آر
گاز سی آر (به انگلیسی: CR gas) با فرمول شیمیایی C۱۳H۹NO یک ترکیب شیمیایی با شناسه پاب‌کم ۹۲۱۳ است. که جرم مولی آن ۱۹۵٫۲۲ g/mol می‌باشد. 